# 福山市立幸千中学校
福山市立幸千中学校（ふくやましりつこうせんちゅうがっこう）は、広島県福山市御幸町中津原にある公立中学校。

## 概要
校地は芦田川とその支流の高屋川に挟まれた平地にあり、東側を広島県道391号加茂福山線（1994年までは国道182号、西側を広島県道378号御幸松永線（芦田川堤防）が通っている。校門は西北側（芦田川堤防側道に接続）と南側（福山市道を介して幸千中学校入口交差点〔青信号点灯の押しボタン式信号機〕で広島県道391号加茂福山線に接続）の2箇所にある。校地は南側にグラウンド、北側に南北校舎、西側に体育館という配置になっている。
生徒数は昭和時代末期に1000人を超えたが、その後は少子・高齢化により減少している。

### 象徴
- 校章には鶴が用いられているが、これは千田地区と御幸地区を結ぶ橋の名前（鶴ヶ橋）に由来する。
- 校歌の作詞者は福山市御幸町上岩成出身の詩人・木下夕爾（1914年～1965年）である。
- 校名は千田村と御幸村から一文字ずつ採って命名された。

## 沿革
- 1949年4月1日 - 深安郡千田村にあった千田村立千田中学校と深安郡御幸村にあった御幸村立御幸中学校が統合して千田村御幸村学校組合立幸千中学校が発足する。但し、当初は千田教場（旧：千田村立千田中学校、千田村立千田小学校内に所在）と御幸教場（旧：御幸村立御幸中学校、御幸村立御幸小学校内に所在）に分かれていた。
- 1952年 - 現在地に新校舎が完成し、統合が完了する。
- 1956年9月30日 - 深安郡千田・御幸両村が福山市に編入されたことに伴い校名が福山市立幸千中学校に改称され、併せて所在地表示が変更される（深安郡御幸村中津原→福山市御幸町中津原）。
- 2010年8月から体育館の耐震工事が行われ、2011年2月17日に完成した。

## 学校行事
文化祭（若鶴祭）期間中にカラービニール(はじめは空き缶だったが、布になり、現在はビニールになった)で作られた大きな壁画が南校舎南面に飾られる。

## 学区
学区は旧深安郡千田・御幸両村域を基本とするが、福山市編入後の宅地開発より特に千田地区では境界変更が著しい。
福山市立千田小学校区
- 清水ヶ丘
- 千田町
- 横尾町
- 緑陽町

福山市立御幸小学校区
- 御幸町

## 進学前小学校
- 福山市立千田小学校
- 福山市立御幸小学校

## 学区内の主な施設・地理

### 主要施設
- 福山市水道局中津原浄水場
- JR福塩線横尾駅
- 広島県立ふくやま産業交流館
- 公立学校共済組合中国中央病院
- 福山市立千田小学校
- 福山市立御幸小学校
- 盈進中学校・高等学校
- 福山平成大学

### 名所・旧跡・観光地
- 福山ゴルフ倶楽部 - 芦田川河川敷を利用したゴルフコース。
- 正戸山 - 戦国時代には丘城が築かれた他、1930年11月には昭和天皇がこの山に登り、陸軍の演習を視察した（御幸という地名の由来）。そのことを記念した碑が山頂にある。
- ホロコースト記念館
- 木下夕爾詩碑
- 両備鉄道（JR福塩線の前身）橋台跡 - 両備鉄道の跡は大部分は国道313号の道路敷になったが、福山市千田町二丁目に一つだけ残されている。
- 旧山陽道
- 横尾の古い町並み - 江戸時代は福山城下の北の玄関口として、JR福塩線開業後は幸千地方の玄関口として栄えた面影を残すが、保存状況は芳しくなく、自動車の往来も激しい。

### 自然景観
- 芦田川
- 高屋川
- 加茂川 - 高屋川に合流する芦田川の支流
- 蔵王山
- 千塚池

## アクセス
- JR福塩線横尾駅より徒歩約15分。
- 中国バス新茶屋バス停または羽賀バス停から徒歩。福山市中心部と府中市中心部を結ぶ路線が通っており、鉄道より本数が多い。

## 出身有名人
- 杉原杏璃 - グラビアアイドル、タレント。2012年5月4日放送分アンリちゃんの執事で母校として訪れた。

## 備考
- 開校40周年を迎えた1989年に記念誌「はばたけ若鶴」を発行しているが、福山市民図書館2階の郷土資料室で閲覧可能である。